# Иман, Шанель
Шане́ль И́ман Ро́бинсон (англ. Chanel Iman Robinson, род. 1 декабря 1990, Атланта, США) — американская супермодель.

## Детство и юность
Иман родилась в Атланте, штат Джорджия. Её мать наполовину афроамериканка, наполовину кореянка, а её отец афроамериканец. Она выросла в Южной Калифорнии в городке Калвер-Сити и ходила в школу Fairfax High School в Лос-Анджелесе. С началом модельной карьеры Шанель Иман пришлось заниматься на дому, чтобы окончить школу.

## Карьера модели
В 2006 году она приняла участие в конкурсе Supermodel of the world, организованном модельным агентством Ford Models. Она заняла третье место, подписала контракт с агентством и дебютировала на подиуме на показе коллекций таких модных брендов как Custo Barcelona и DKNY.
Впоследствии работала со многими знаменитыми дизайнерами, в числе которых Dolce & Gabbana, Issey Miyake, Marc Jacobs, Valentino, DSquared2, Hermès, Michael Kors, Oscar de la Renta, Ralph Lauren, Shiatzy Chen, Anna Sui, Diane von Fürstenberg, Vera Wang, Jean Paul Gaultier и Stella McCartney, а кроме того участвовала в рекламных кампаниях для Bottega Veneta, Gap, Victoria's Secret Pink, Ralph Lauren, Express, Lord & Taylor, HM, DKNY и United Colors of Benetton. Она снималась для таких влиятельных журналов как Allure, Harper's Bazaar, V Magazine, I-D Magazine, а также для испанской, немецкой, итальянской и американской версий журнала Vogue.
Вместе с моделями Ду Цзюань и Коко Роша весной 2007 года она позировала для TIME Style & Design. В майском номере американской версии журнала Vogue она появилась на обложке вместе с моделями Хилари Рода, Каролин Трентини, Ракель Циммерман, Сашей Пивоваровой, Агнесс Дин, Коко Роша, Джессикой Стэм, Даутцен Крез и Лили Дональдсон, где они были представлены как новое поколение супермоделей.
Иман также появлялась на обложке Teen Vogue с моделями Али Митчелл и Карли Клосс в 2008 году. В январе 2009 года Шанель появилась на обложке New York Post. В том же году она приняла участие в самом желанном для любой модели показе — ежегодном дефиле компании Victoria's Secret, где продемонстрировала миру и свою маленькую татуировку на затылке в виде вешалки для одежды, на которой написано Chanel Iman.

## Телекарьера
- В октябре 2007 года Шанель с её матерью появилась в одном из выпусков популярного шоу, ведущей которого является Тайра Бэнкс.
- В марте 2009 года она предстала как корреспондент в кратком репортаже для программы House of Style вместе с моделью Бар Рафаэли.
- 9 сентября 2009 года Шанель появилась в премьерной серии одного из сезонов шоу «Следующая топ-модель Америки» в качестве судьи.

## Личная жизнь
С 3 марта 2018 года Шанель замужем за ресивером футбольном команды Нью-Йорк Джайентс Стерлингом Шепардом, с которым она встречалась почти 2 года до их свадьбы. У супругов есть две дочери — Кали Клей Шепард (род. 10.08.2018) и Кэсси Сноу Шепард (род. 17.12.2019).